# Silova
Silova je naselje v Mestni občini Velenje.